# Toute une histoire
Pour l’article homonyme, voir Toute une histoire (roman).
Toute une histoire était une émission de télévision française diffusée sur France 2 du 4 septembre 2006 au 24 juin 2016.
D'abord présentée par Jean-Luc Delarue du 4 septembre 2006 à début septembre 2010, elle est présentée par Sophie Davant de septembre 2010 au 24 juin 2016.
À compter du 13 mai 2013, l'émission a été allongée de trente minutes avec un nouveau rendez-vous intitulé L'histoire continue, qui permettait aux téléspectateurs de prendre des nouvelles de témoins étant passés dans l'émission. 
La rentrée suivante, les deux parties furent scindées en deux émissions, bien que diffusées successivement.

## Diffusion
Le programme était diffusé sur France 2 du lundi au vendredi de 14 h à 15 h, suivi à partir de mai 2013 par L'histoire continue entre 15 h 10 et 15 h 40, déclinaison de Toute une histoire, où les anciens invités faisaient le point sur leur avancée.
Tous les deux mois, des numéros spéciaux de Toute une histoire permettaient de faire revenir des invités pour donner de leurs nouvelles, avant la mise en place de l'émission dérivée  L'histoire continue, qui repose essentiellement sur ce concept.
Pendant une période, l'émission du mercredi était consacrée à des stars.
Les jours fériés et les jours de ponts fériés, des rediffusions des émissions de Toute une histoire étaient proposées.
À la suite des bonnes audiences de 2011, le 24 mai 2011, Sophie Davant a présenté un « prime » spécial en direct de 20h40 à 22h35 sur le thème « Couples mixtes : Le combat de l'amour ». L'émission réunit 2 762 000 téléspectateurs sur son nom pour 11,2 % de parts de marché. Elle se classe alors troisième des audiences de la soirée, derrière TF1 et France 3 mais devant M6.
L'émission était également diffusée en Belgique sur Club RTL du lundi au vendredi à 17 h 10 et en Suisse romande sur RTS Un à 13 h 15. Il est à noter que l'émission diffusée sur France 2 était diffusée la veille sur la RTS (la RTS diffusant donc en premier les nouvelles émissions avant France 2). Au Canada, l'émission est diffusée du lundi au vendredi à 11 h sur la chaîne TV5 Québec. 
Le 16 avril 2012, le générique de l'émission changea, désormais plus long avec une musique allongée. Les coulisses de l'émission y apparaissent toujours, comme dans les précédents.
À partir du 13 mai 2013, Toute une histoire se prolongea avec L'histoire continue, afin de combler le vide de la chaîne à la suite de l'échec du feuilleton allemand Le Tourbillon de l’amour déprogrammé. L'émission est alors parfois diffusée en direct. Dès la rentrée 2014, Toute une histoire et L'histoire continue devinrent deux programmes distincts, bien que diffusés à la suite sur la chaîne publique.  
En 2016, la direction de France Télévisions annonce l'arrêt de la production de l'émission après dix ans d'antenne. Le dernier numéro diffusé le 24 juin 2016 retrace les meilleurs moments avec les témoignages des invités emblématiques et des spécialistes.
En 2025, Chérie 25 rediffuse l’émission.

## Identité visuelle

Logo de l'émission de septembre 2007 à juin 2013.
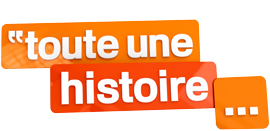
Logo de l'émission de septembre 2013 à juin 2015.
Logo de l'émission de septembre 2015 au 24 juin 2016.

## Principe
L'émission aborde chaque jour différents thèmes de société : amour, secrets, séduction, amitié, enfants, régime, couple, rupture, retrouvailles, grossesse, mère, père, mensonge, famille, homosexualité, jalousie, parents, maigrir, rencontre, physique, sexualité, célibat…
Au cours du programme, différents invités parlent de leurs soucis ou de leurs aventures avec Sophie Davant, qui les questionne assez directement sur ce qui les préoccupe. Trois ou quatre invités sont présents chaque jour.
Ponctuée de reportages, l'émission est découpée en deux grandes parties écrites sous forme de questions : les intervenants ainsi que Sophie Davant (et quelquefois un ou une psychologue) essaient d'y répondre en discutant.
Pour chacune des deux parties, Sophie Davant questionne les invités les uns après les autres dans l'ordre. 
Lors de la saison 8, en septembre 2013, l'émission arbore un nouveau plateau : plus grand, plus lumineux et avec des couleurs dans le ton rouge orangée.
En septembre 2015, le plateau est de nouveau modifié : l'ambiance colorée est désormais bleu et jaune tandis que les places des invités et des intervenants sont inversées, les invités se retrouvant dos au public.

## Delarue remplacé par Davant
Le 15 septembre 2010, à la suite des problèmes judiciaires de Jean-Luc Delarue, la direction de France Télévisions décide de suspendre l'émission de la grille des programmes de France 2, pour une durée indéterminée. Elle est alors remplacée dès le lendemain par Le Grenier de Sébastien, puis en raison des mauvaises audiences de cette dernière, par Faits divers, le mag à partir du 20 septembre 2010.
Le 27 septembre 2010, Sophie Davant est nommée par intérim pour prendre les rênes de l'émission, avant que le 27 octobre 2010, la direction de France Télévisions annonce qu'elle lui est définitivement confiée. Sophie Davant présente aussi l'émission C'est au programme tous les matins de 9 h 50 à 10 h 50 sur France 2 depuis le 7 septembre 1998. Elle se rend sur le plateau de Toute une histoire deux fois par semaine, pour enregistrer 3 émissions dès 14 h.

## Émission spéciale
Le 28 août 2012, en deuxième partie de soirée dès 22 h 20, une émission spéciale présentée par Sophie Davant est diffusée en direct. Elle rend hommage à Jean-Luc Delarue, ancien présentateur de Toute une histoire entre autres et producteur phare de la télévision française, décédé dans la nuit du 24 août 2012. 
Le nom de l'émission est changé pour l'occasion en Toute son histoire. Le plateau est aussi habillé pour l'évènement.
Le programme revient sur la carrière de l'animateur-producteur en diffusant de nombreux extraits. De nombreux invités sont également présents pour lui rendre hommage comme Christophe Dechavanne, Rémy Pflimlin, Frédéric Mitterrand, Daniela Lumbroso, Florian Gazan, Flavie Flament, et tant d'autres, ainsi que d'anciens invités de ses différentes émissions, comme Ça se discute notamment.
Cette émission spéciale consacrée à Jean-Luc Delarue a attiré 2 249 000 téléspectateurs, soit 18,9 % de parts de marché, et est ainsi leader dans cette case horaire dès 23 h 15.